# Grand Prix Formule 1 van Monaco 1979
De Grand Prix Formule 1 van Monaco 1979 werd gehouden op 27 mei 1979 in Monaco.

## Uitslag
| Positie | Nummer | Rijder                 | Team               | Ronden | Tijd/Opgave     | Startplaats | Punten |
| ------- | ------ | ---------------------- | ------------------ | ------ | --------------- | ----------- | ------ |
| 1       | 11     | Jody Scheckter         | Ferrari            | 76     | 1:55:22.48      | 1           | 9      |
| 2       | 28     | Clay Regazzoni         | Williams-Ford      | 76     | +0,44 s         | 16          | 6      |
| 3       | 2      | Carlos Reutemann       | Lotus-Ford         | 76     | +8,57 s         | 11          | 4      |
| 4       | 7      | John Watson            | McLaren-Ford       | 76     | +41,31 s        | 14          | 3      |
| 5       | 25     | Patrick Depailler      | Ligier-Ford        | 75     | Motor           | 3           | 2      |
| 6       | 30     | Jochen Mass            | Arrows-Ford        | 69     | +7 Rondes       | 8           | 1      |
| NF      | 6      | Nelson Piquet          | Brabham-Alfa Romeo | 68     | Transmissie     | 18          |        |
| NC      | 15     | Jean-Pierre Jabouille  | Renault            | 68     | +8 Rondes       | 20          |        |
| NF      | 26     | Jacques Laffite        | Ligier-Ford        | 55     | Versnellingsbak | 5           |        |
| NF      | 12     | Gilles Villeneuve      | Ferrari            | 54     | Transmissie     | 2           |        |
| NF      | 27     | Alan Jones             | Williams-Ford      | 43     | Stuurfout       | 9           |        |
| NF      | 4      | Jean-Pierre Jarier     | Tyrrell-Ford       | 34     | Ophanging       | 6           |        |
| NF      | 9      | Hans Joachim Stuck     | ATS-Ford           | 30     | Wiel            | 12          |        |
| NF      | 5      | Niki Lauda             | Brabham-Alfa Romeo | 21     | Ongeluk         | 4           |        |
| NF      | 3      | Didier Pironi          | Tyrrell-Ford       | 21     | Ongeluk         | 7           |        |
| NF      | 1      | Mario Andretti         | Lotus-Ford         | 21     | Ophanging       | 13          |        |
| NF      | 14     | Emerson Fittipaldi     | Fittpaldi-Ford     | 17     | Motor           | 17          |        |
| NF      | 16     | René Arnoux            | Renault            | 8      | Ongeluk         | 19          |        |
| NF      | 20     | James Hunt             | Wolf-Ford          | 4      | Transmissie     | 10          |        |
| NF      | 29     | Riccardo Patrese       | Arrows-Ford        | 4      | Ophanging       | 15          |        |
| NQ      | 18     | Elio de Angelis        | Shadow-Ford        |        |                 |             |        |
| NQ      | 8      | Patrick Tambay         | McLaren-Ford       |        |                 |             |        |
| NQ      | 17     | Jan Lammers            | Shadow-Ford        |        |                 |             |        |
| NQ      | 22     | Derek Daly             | Ensign-Ford        |        |                 |             |        |
| PQ      | 24     | Gianfranco Brancatelli | Merzario-Ford      |        |                 |             |        |

## Statistieken
| Pole-position | Jody Scheckter    | Ferrari     | 1:26.45 |
| Snelste ronde | Patrick Depailler | Ligier-Ford | 1:28.82 |

1929 · 1930 · 1931 · 1932 · 1933 · 1934 · 1935 · 1936 · 1937 · 1948 · 1950 · 1955 · 1956 · 1957 · 1958 · 1959 · 1960 · 1961 · 1962 · 1963 · 1964 · 1965 · 1966 · 1967 · 1968 · 1969 · 1970 · 1971 · 1972 · 1973 · 1974 · 1975 · 1976 · 1977 · 1978 · 1979 · 1980 · 1981 · 1982 · 1983 · 1984 · 1985 · 1986 · 1987 · 1988 · 1989 · 1990 · 1991 · 1992 · 1993 · 1994 · 1995 · 1996 · 1997 · 1998 · 1999 · 2000 · 2001 · 2002 · 2003 · 2004 · 2005 · 2006 · 2007 · 2008 · 2009 · 2010 · 2011 · 2012 · 2013 · 2014 · 2015 · 2016 · 2017 · 2018 · 2019 · 2020 · 2021 · 2022 · 2023 · 2024 · 2025